# 涂原
原（？—17世紀），字之瀾，四川夔州府梁山縣人，明朝、南明政治人物。

## 生平
涂原是天啓四年（1624年）甲子科舉人，崇禎四年（1631年）辛未科的進士，五年獲授中書舍人，九年掌管中书科印，任顺天府乡试同考官。十年考选为礼部主客司主事，十一年升儀制司员外郎，十二年升任山西提學參議，之後回鄉。張獻忠攻至白兔亭，他在竹林集合鄉兵數萬人，砍伐大松樹阻塞山徑，用盛載石頭的竹畚箕拋擲，又用毒箭射殺；左良玉帶兵來到，張獻忠敗走巴州。巡撫劉漢儒、巡按仲雅請求以蜀人管理蜀兵，未得允許。不久他改任山東道督學副使，振興儒學，又入朝擔任禮部郎中。北京失守，涂原投降李自成，之後前往南方；朱容藩到達夔州府，他哭著晉見。有人說：「這是吉事，為何哭泣？」涂原回答：「中原動盪，遇上真主，早一日繼位大統，則早一日慰藉天下民望。我心意真切，不覺地哭了。」後來不知所終。

## 引用
1. 1 2  錢海岳《南明史·卷五十七·列傳第三十三》：（涂）原，字之瀾，梁山人。崇禎四年進士。授中書舍人，歸。獻忠至白兔亭，集鄉兵數萬箐中，伐大松塞山徑，用竹畚囊石飛擊之，以毒矢射，中者見血立死。會良玉兵至，獻忠敗走巴州。巡撫劉漢儒、巡按党仲雅請以蜀人治蜀兵，不許。
2. ↑  《崇祯四年辛未科进士三代履历》：涂原，之瀾，诗二房，丙午十一月初七日生。梁山人，甲子三十七，會二百三十五，三甲一百一名。刑部政，壬申授中书，丙子掌印，顺天同考，丁丑考选礼部主客司主事，戊寅升儀制司员外，己卯升山西提学參議。曾祖尚簡，知县。祖遇，贡士。父有鲲，廪生。
3. ↑  錢海岳《南明史·卷五十七·列傳第三十三》：尋遷山東督學副使，大興文教。入為禮部郎中。北京亡，降自成。南歸，容藩至夔，上謁涕泣。或曰：「此吉事，何泣為？」曰：「中原板蕩，今遇真主，早正位一日，則早慰天下一日之望。吾心切，不覺泣耳。」後不知所終。